# Svartegöl (Södra Solberga socken, Småland)
Svartegöl är en sjö i Vetlanda kommun i Småland och ingår i Mörrumsåns huvudavrinningsområde.